# Absid
Absid som förtält, se tält
För apsider inom astronomi, se apsis

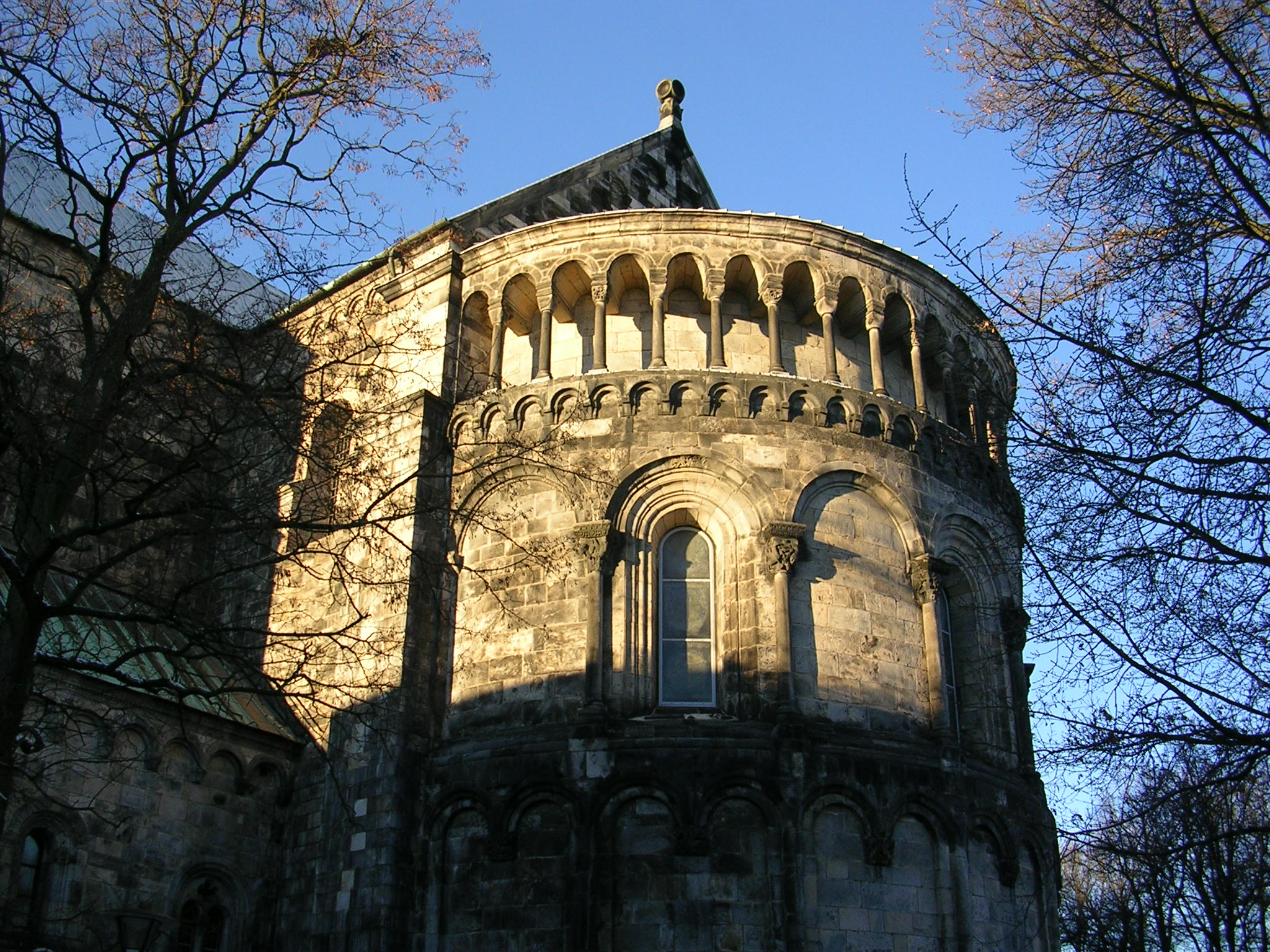
Lunds domkyrkas absid.

Planskiss över en traditionell kyrkobyggnad med altarrumsabsiden rödmarkerad (omgiven av kor och koromgång med kapellkrans).

Absid (av grekiska apsis, "rundning") är en halvrund eller mångkantig avslutning på ett kor, och där vanligen altarrummet är beläget, i många medeltida kyrkobyggnader.

## Historia
Absidernas historia går långt tillbaka i tiden. I grekisk och romersk antik arkitektur utformades absiden oftast som en anspråkslös nisch. Under senantiken började den framhävas mer och mer som en egentlig byggnadskropp, täcktes vanligen av en halvkupol (hjälmvalv) och placerades även vid sidoskeppens östra sida. En grupp av mindre absider, i till exempel en kapellkrans, bildar en så kallad absidiol.
I den fornkristna kyrkan var det framför absiden som biskopen hade sin hedersplats. Här stod hans stol, cathedra. Altaret var vid denna avlägsna tid placerat inne i kyrkan, framför biskopsstolen. Absiden var på den tiden inte alltid synlig från utsidan.

## Norden
Koret kunde i de äldsta nordiska stenkyrkorna avslutas med antingen en rak östvägg eller med en halvrund utbyggnad, så kallad absid. Vid utgrävningar i flera kyrkor har man kunnat påvisa att en ursprunglig absid under högmedeltiden ersatts av en rakt avslutad korvägg. En välbevarad ursprunglig större absid avslutar korpartiet i Lunds domkyrka.
Varför det i Norden samtidigt byggts kyrkor både med och utan absid har ännu inte kunnat ges någon hållbar förklaring. En teori är att man under 1100-talet hämtat byggnadsidéer från dels engelskt, dels tyskt kulturområde.

## Bilder

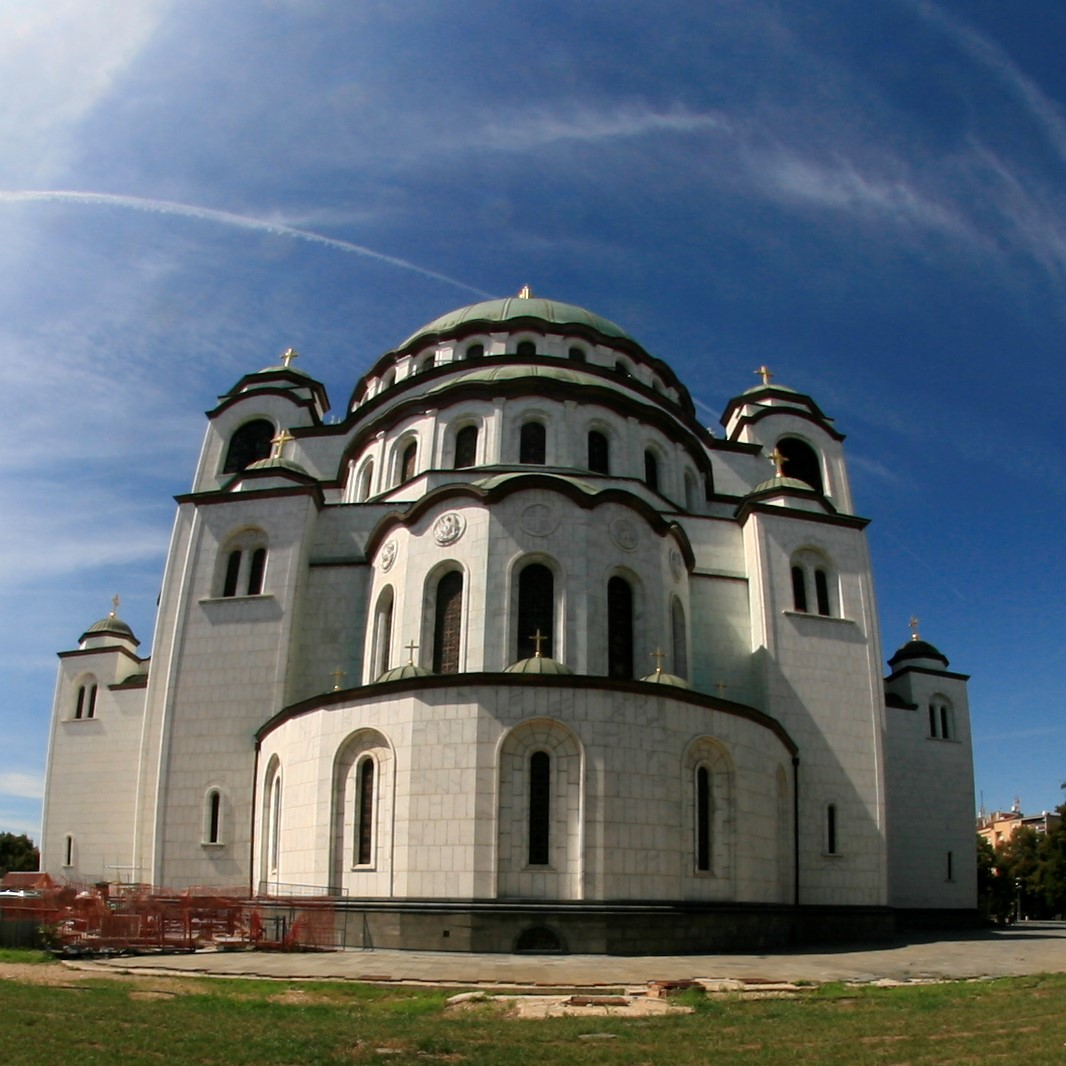
Sankt Savas kyrkas absid i Serbien.
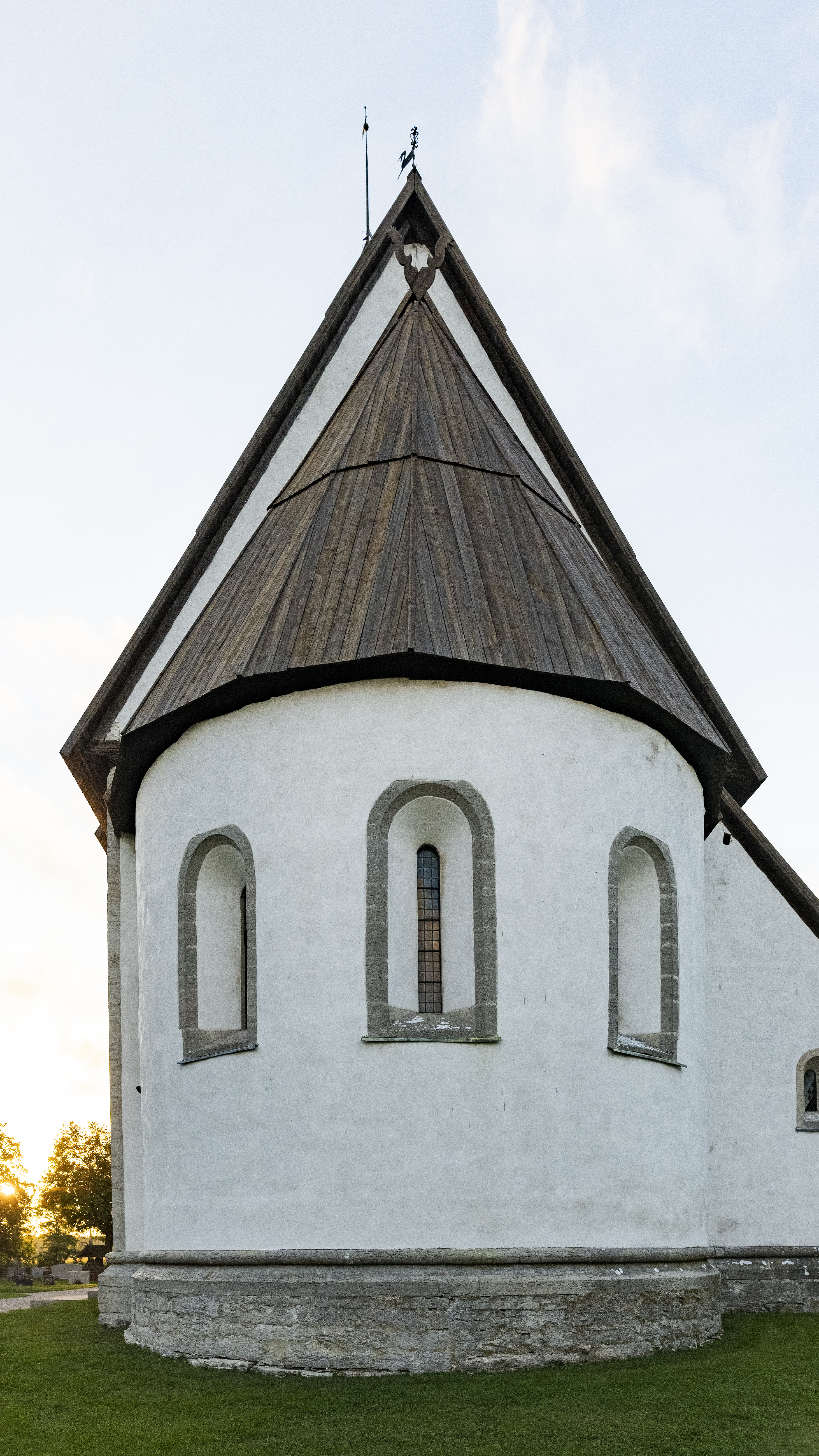
Gothems kyrkas absid på Gotland.
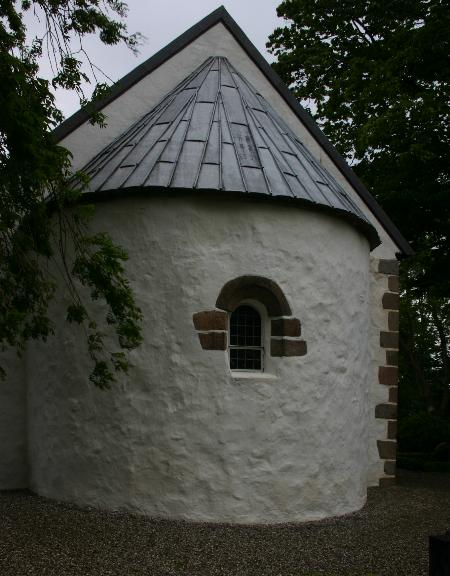
Tveds kyrkas absid i Danmark.
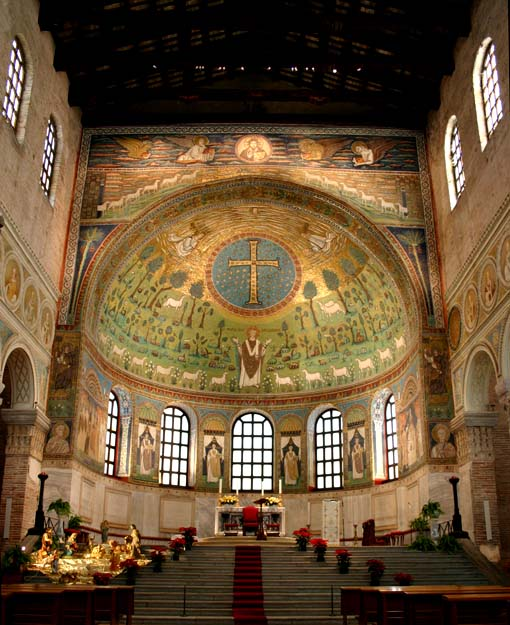
Typisk tidig bysantinsk absid med hjälmvalv.
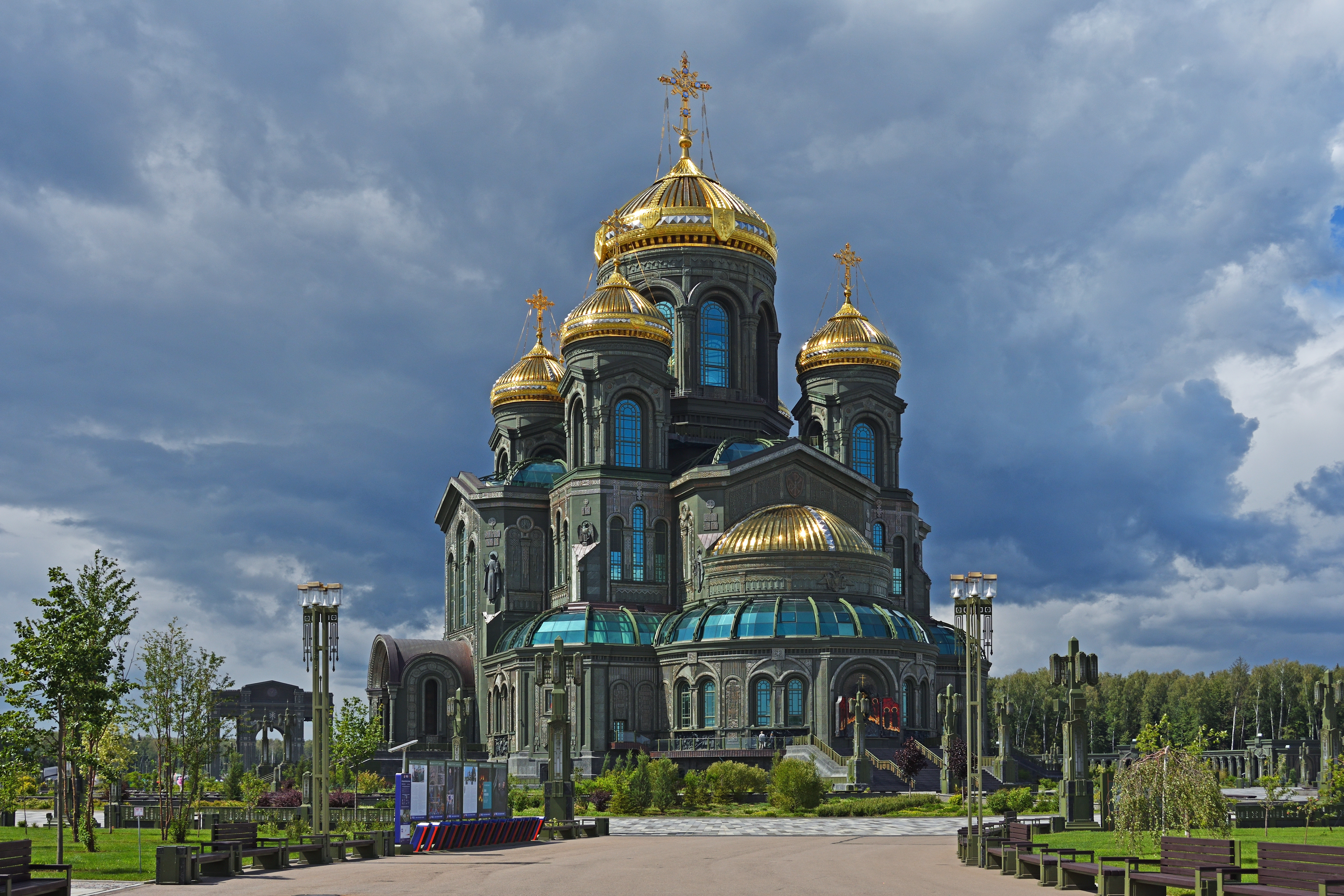
Huvudkatedralen för Ryska federationens väpnade styrkornas absid i Ryssland.